# مدام فيغارو
مدام فيغارو هو ملحق مجلة الفرنسية لطبعة السبت من صحيفة لو فيغارو اليومية، مخصصة للنساء.
نشرت الطبعة الأولى في عام 1980,  مدام فيغارو  قادها روبرت هرسانت، الذي خلف جان برووفوست (صاحبة مجلة أزياء المرأة الفرنسية  ماري كلير ).

## تاريخ
مدام فيغارو كان لديها ما مجموعه عشر طبعات آخرها قد بدأت في المملكة العربية السعودية في عام 2009.

## روابط خارجية
- الموقع الرسمي